# Teatre dels Lluïsos d'Horta
El Teatre dels Lluïsos d'Horta és una sala de teatre ubicada dins la seu social dels Lluïsos d'Horta, carrer Feliu i Codina 7 i 9 de Barcelona.
Té una capacitat per a 405 persones (280 a la platea i 115 a l'amfiteatre). L'escenari fa 10 m de boca i 8 m de fondària. Disposa també de pantalla per a fer cinema, de projector de vídeo i de màquines per a projectar pel·lícules de 35 mm.
Periòdicament, el grup de teatre de l'entitat hi estrena obres de teatre.